# العلاقات الكندية اللاتفية
العلاقات الكندية اللاتفية هي العلاقات الثنائية التي تجمع بين كندا ولاتفيا.

## مقارنة بين البلدين
هذه مقارنة عامة ومرجعية للدولتين:
| وجه المقارنة                                              | كندا                     | لاتفيا                                             |
| --------------------------------------------------------- | ------------------------ | -------------------------------------------------- |
| المساحة (كم2)                                             | 9.98 مليون               | 64.59 ألف                                          |
| عدد السكان (نسمة)                                         | 35.70 مليون              | 1.93 مليون                                         |
| الكثافة السكانية (ن./كم²)                                 | 3.58                     | 29.88                                              |
| العاصمة                                                   | أوتاوا                   | ريغا                                               |
| اللغة الرسمية                                             | لغة إنجليزية، لغة فرنسية | اللغة اللاتفية                                     |
| العملة                                                    | دولار كندي               | يورو، لاتس لاتفي، الروبل اللاتفي ‏، الروبل اللاتفي ‏ |
| الناتج المحلي الإجمالي (بليون دولار)                      | 1.65 تريليون             | 30.26 مليار                                        |
| الناتج المحلي الإجمالي (تعادل القوة الشرائية) بليون دولار | 1.59 تريليون             | 49.24 مليار                                        |
| الناتج المحلي الإجمالي الاسمي للفرد دولار أمريكي          | 43.25 ألف                | 14.06 ألف                                          |
| الناتج المحلي الإجمالي للفرد دولار أمريكي                 | 45.07 ألف                | 23.55 ألف                                          |
| مؤشر التنمية البشرية                                      | 0.913                    | 0.819                                              |
| رمز المكالمات الدولي                                      | +1                       | +371                                               |
| رمز الإنترنت                                              | .ca                      | .lv                                                |
| المنطقة الزمنية                                           |                          | ت ع م+02:00، ت ع م+03:00، أوروبا/ريغا ‏             |

## منظمات دولية مشتركة
يشترك البلدان في عضوية مجموعة من المنظمات الدولية، منها:
| علم المنظمة | اسم المنظمة                               | تاريخ انضمام كندا | تاريخ انضمام لاتفيا |
| ----------- | ----------------------------------------- | ----------------- | ------------------- |
|             | المنظمة الهيدروغرافية الدولية             | ?                 | ?                   |
|             | منظمة الشرطة الجنائية الدولية             | ?                 | ?                   |
|             | الاتحاد البريدي العالمي                   | ?                 | ?                   |
|             | مركز تنسيق الحركة في أوروبا ‏              | ?                 | ?                   |
|             | حلف شمال الأطلسي                          | 4 أبريل 1949      | 29 مارس 2004        |
|             | منظمة التجارة العالمية                    | ?                 | 1999                |
|             | منظمة التعاون الاقتصادي والتنمية          | ?                 | 16 يونيو 2016       |
|             | الفريق المعني برصد الأرض                  | ?                 | ?                   |
|             | مجموعة الموردين النوويين                  | ?                 | ?                   |
|             | مؤسسة التنمية الدولية                     | 24 سبتمبر 1960    | 11 أغسطس 1992       |
|             | اتفاقية السماوات المفتوحة                 | ?                 | ?                   |
|             | منظمة الأمن والتعاون في أوروبا            | 25 يونيو 1973     | 10 سبتمبر 1991      |
|             | مؤسسة التمويل الدولية                     | 20 يوليو 1956     | 29 سبتمبر 1993      |
|             | منظمة حظر الأسلحة الكيميائية              | ?                 | ?                   |
|             | الأمم المتحدة                             | 9 نوفمبر 1945     | 17 سبتمبر 1991      |
|             | الاتحاد الدولي للاتصالات                  | 1 يوليو 1908      | 11 ديسمبر 1921      |
|             | البنك الدولي للإنشاء والتعمير             | 27 ديسمبر 1945    | 11 أغسطس 1992       |
|             | مجموعة أستراليا                           | 1985              | 2004                |
|             | المركز الدولي لتسوية المنازعات الاستشارية | 1 ديسمبر 2013     | 7 سبتمبر 1997       |
|             | وكالة ضمان الاستثمار متعدد الأطراف        | 12 أبريل 1988     | 21 أغسطس 1998       |
|             | يونسكو                                    | 4 نوفمبر 1946     | 9 يوليو 1951        |

## وصلات خارجية
- موقع وزارة الخارجية الكندية
- موقع وزارة الخارجية اللاتفية